# Mikhaïl Vassiliev (explorateur)
Pour les articles homonymes, voir Mikhaïl Vassiliev.
Mikhaïl Nikolaïevitch Vassiliev (en russe : Михаил Николаевич Васильев), né en 1770 et mort le 23 juin 1847, est un explorateur polaire et vitse-admiral russe. Il reste célèbre pour ses études de la côte de l'Alaska à une époque où cette terre était encore peu connue.

## Biographie
Mikhaïl Nikolaïevitch Vassiliev étudia à l'École du Corps naval des Cadets (1796), en 1804 il servit dans la Flotte de la mer Baltique. En 1819, il fut affecté au service hydrographique afin d'explorer l'océan Pacifique. Certaines caractéristiques présentes sur la côte de l'Alaska, comme la péninsule de Lindenberg (située sur la côte orientale de l'île de Kupreanov), l'île Sealion furent nommées sur des cartes publiées par la suite.
En 1820, Mikhaïl Nikolaïevitch Vassiliev à bord du navire Otkryty pénétra en mer des Tchouktches et explora les côtes de l'Alaska du golfe de Kotzebue (bras de mer de la mer des Tchouktches) au Cap-Glace et plus tard du golfe de Norton au cap Necenham. Dans ses explorations il accompagna Gleb Chichmariov, commandant du navire Blagonamerenye. Après ses études il annonça être le premier Européen à découvrir l'île Nunivak il navigua vers Petropavlovsk puis accosta à Kronstadt le 2 août 1822.
En 1827, Mikhaïl Nikolaïevitch Vassiliev fut nommé capitaine du port de Kronstadt, en 1827 promu kontr-admiral et en 1835 vitse-admiral. Il bénéficia de la faveur de Nicolas Ier de Russie.
L'enseigne de marine Mikhaïl Nikolaïevitch Vassiliev ne doit pas être confondu avec le navigateur Ivan Vassiliev ou un autre capitaine Vasiliev ou Vasilief sur lesquels Johann Adam von Krusenstern dit :
« Il est beaucoup plus à regretter que les travaux hydrographiques d'un officier de marine, Vasilief qui était un employé de la Société américaine ont été perdus... Fournis avec un sextant et un chronomètre et avec beaucoup de zèle et d'attachement à sa profession, il avait au cours de son séjour dans les colonies d'Amérique fait une étude complète de toutes les îles Aléoutiennes sans avoir reçu d'instructions spécifiques pour le faire. Malheureusement, il se noya dans le port d'Okhotsk lors de son retour d'Amérique en Russie, ses précieux documents et dessins restèrent inconnus. Il ne doit pas être confondu avec le capitaine Mikhaïl Nikolaïevitch Vasiliev... »
Aux États-Unis, le nom Vassiliev est orthographié Vasilief.

## Lieux portant son nom
- Baie Vasilief : Située sur l'île Atka (Alaska) (la plus grande des îles Andreanov appartenant aux îles Aléoutiennes)
- Cap Vasilief : Situé sur l'île Nunivak.

La baie et l'île furent nommés du nom de Mikhaïl Nikolaïevitch Vassiliev par le capitaine Fiodor Petrovitch Litke. Le cap Vasilief fut rebaptisé cap Corwin par le US Board on Geographic en 1909.
Il existe d'autres lieux géographiques de la côte de l'Alaska ou des îles Aléoutiennes portant le nom de Vasilief, mais il n'est pas sûr qu'elles portent le nom de Mikhaïl Nikolaïevitch Vassiliev.